# أنتوان بيرنيدي
أنتوان بيرنيدي (بالفرنسية: Antoine Bernède) (مواليد 26 مايو 1999) هو لاعب كرة قدم فرنسي يلعب في مركز الوسط في نادي ريد بول سالزبورغ.

## روابط خارجية
- أنتوان بيرنيدي على موقع الاتحاد الأوربي (الإنجليزية)
- أنتوان بيرنيدي على موقع قاعدة بيانات كرة القدم.إي يو (الإنجليزية)
- أنتوان بيرنيدي على موقع ليكيب (الفرنسية)
- أنتوان بيرنيدي على موقع Soccerway.com (الإنجليزية)
- أنتوان بيرنيدي على موقع عالم كرة القدم.نت (الإنجليزية)
- أنتوان بيرنيدي على موقع AS.com (الإسبانية)